# Platinum & Gold (album de Ace of Base)
Albums de Ace of Base
Greatest Hits, Classic Remixes and Music Videos
(2005) The Golden Ratio
(2010)
Platinum & Gold est une compilation de deux CD du groupe suédois Ace of Base qui est sorti en 2010 uniquement en Suède, au Danemark, et en Norvège.

## Liste des pistes

### CD 1
1. All That She Wants
2. The Sign
3. Beautiful Life
4. Life Is a Flower
5. Lucky Love
6. Always Have Always Will
7. Wheel of Fortune
8. Don't Turn Around
9. C'est la Vie (Always 21)
10. Beautiful Morning
11. Happy Nation
12. Ordinary Day
13. Living in Danger
14. Cruel Summer
15. Unspeakable
16. Hallo Hallo

### CD2
1. Wheel of Fortune (2009 New Version)
2. The Sign ( (Remix)
3. Never Gonna Say I'm Sorry (Sweetbox Funky Mix)
4. Cruel Summer  (Soul Poets house Bust)
5. Life Is a Flower (Soul Poets Night Club Mix)
6. All That She Wants (Madness Version)
7. Lucky Love (Raggasol Version)
8. Beautiful Life  (Lenny B's house of Joy Club Mix)
9. Happy Nation (Moody Gold Mix)
10. C'est la Vie (Always 21) (Remix)
11. Living in Danger (D-house Mix)
12. Travel to Romantis (Love to Infinity Master Mix)
13. Hallo Hallo (Dub)
14. Megamix (Long Version)

## Charts
| Chart               | meilleure position |
| ------------------- | ------------------ |
| Chart album Danois  | 26                 |
| Chart album Norvège | 6                  |